# Chirnogi (gmina Ulmu)
Chirnogi – wieś w Rumunii, w okręgu Călărași, w gminie Ulmu. W 2011 roku liczyła 192 mieszkańców.